# Veaceslav Proțenco
Veaceslav Proțenco (* 31. August 1963) ist ein ehemaliger moldauischer Fußballnationalspieler. 
Proțenco debütierte am 2. Juli 1991 in einem Freundschaftsspiel gegen die Auswahl Georgiens. Dieses Spiel ging mit 2:4 verloren. Proțenco wurde zur Halbzeit ausgewechselt. Es blieb sein einziges Länderspiel. Auf Vereinsebene spielte er für den Zimbru Chișinău.